# Neil Cavuto

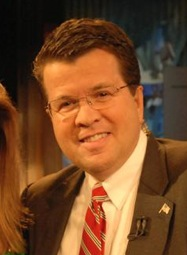
Neil Cavuto

Neil Cavuto (Westbury, New York, 22 september, 1958) is een Amerikaans journalist en presentator van de Amerikaanse nieuwszender Fox News Channel. Cavuto presenteert momenteel het programma Your World with Neil Cavuto en Cavuto Live. Ook presenteert Cavuto tijdens programma's door de column Neil Cavuto's Common Sense waarbij hij over de meest alledaagse dingen in het leven praat. Cavuto werkte eerder bij de Amerikaanse zender CNBC, en presenteerde voor NBC's The Today Show.